# ストロベリー・オンザ・ショートケーキ
『ストロベリー・オンザ・ショートケーキ』は、2001年1月12日から3月16日まで毎週金曜日22時 - 22時54分（JST）に、TBSテレビ系の「金曜ドラマ」枠で放送された日本のテレビドラマ。

## 概要
野島伸司による脚本。ABBAの楽曲をテーマソングとして使用した事でも非常に話題になった。
この作品を収録したDVDがリリースされている。

## ストーリー
ダテ眼鏡をかけ「もう1人の自分」を演じる気弱な高校生、まなと（滝沢秀明）はある日父親の再婚により義理の妹、唯（深田恭子）と同居する事になる。まなとに片思いする遥（内山理名）、唯に片思いするまなと、佐伯（窪塚洋介）に片思いする唯、真理子（石田ゆり子）に片思いする佐伯…と片思いの連鎖を描いている。

## キャスト
年齢は公式サイトにて

### 主要人物
入江まなと〈18〉
演 - 滝沢秀明
高校3年生。退屈な毎日を送っているが、その原因は自分自身にあることは分かっている。イジメにあっても、それはイジメられ役を演じているのだと思いこもうとしている。そんなまなとの前に不思議な少女・三沢唯が現れた。
三沢（入江）唯〈17〉
演 - 深田恭子
まなとの前に突如現れた不思議な少女。高校2年生。自分の気持ちに正直な女の子。ショートケーキでは、真っ先に好きな苺から食べてしまうタイプ。まなとの同級生・哲也に想いを募らせる。哲也に性的関係を持たれた末にフラれた直後、摂食障害をおこして倒れてしまう。
沢村遥〈18〉
演 - 内山理名
まなと、哲也と同級生。まなとの隣の家に住んでおり、幼なじみでもある。まなとへの想いをずっと胸に秘めてきた。唯とは対照的な女の子。ショートケーキを食べる時、苺を最後までとっておくタイプ。ふりむいてくれたまなとを一生懸命愛そうとする。
佐伯哲也〈20〉
演 - 窪塚洋介
まなとの同級生で資産家の一人息子。両親が海外赴任中のため、高級マンションで一人暮しをしている。高校は2年ダブッている。留年の理由は担任の浅見真理子を愛しているため、卒業しないでいる。
浅見真理子〈28〉
演 - 石田ゆり子
まなと、哲也、遥の担任教師。交通事故で亡くなった婚約者のことが忘れられず、その淋しさのために、生徒の哲也とつきあう。しかし、そんないい加減な自分の気持ちにイヤ気がさし、哲也との関係に後悔を感じ始める。

### 入江家
入江憲吾〈43〉
演 - 永島敏行
まなとの父。一流企業の部長。前妻とは離婚して、まなとと2人暮らしをしていた。故郷で開かれた同窓会で、百合江と出会い再婚する。
入江百合江〈43〉
演 - 岡田奈々
唯の母。旧姓：三沢。前夫を交通事故で亡くしている。同窓会で久しぶりに出会った憲吾と再婚する。新潟から上京。再婚後、病死してしまう。

### その他
- 水野妙子 - 林知花
- 沢村悟（遥の弟） - 有馬優人
- 白井孜 - 榊原利彦
- 皆川志穂 - 中村麻美
- 室井悦夫 - 松尾政寿

## スタッフ
- 脚本 - 野島伸司
- 音楽 - 千住明
- 演出 - 土井裕泰、松原浩
- 主題歌 - ABBA「チキチータ」（オープニング）、「SOS」（エンディング）
- 協力 - 東通、アックス、緑山スタジオ・シティ
- プロデューサー - 伊藤一尋
- 制作 - TBSエンタテインメント（現・TBSテレビ）
- 製作著作 - TBS

## 受賞歴
- 第28回ザテレビジョンドラマアカデミー賞
  - 助演男優賞（窪塚洋介）[4]
  - 劇中音楽賞（千住明）
  - タイトルバック賞（土井裕泰）[5]

## 放送日程
| 各話                                                       | 放送日        | サブタイトル        | 演出     | 視聴率 |
| ---------------------------------------------------------- | ------------- | ------------------- | -------- | ------ |
| 第1話                                                      | 2001年1月12日 | 永遠の片思い        | 土井裕泰 | 17.8%  |
| 第2話                                                      | 2001年1月19日 | 苺のキッス          | 土井裕泰 | 18.4%  |
| 第3話                                                      | 2001年1月26日 | セックスのフシギ    | 土井裕泰 | 17.1%  |
| 第4話                                                      | 2001年2月02日 | 好きな人は誰ですか? | 松原浩   | 17.2%  |
| 第5話                                                      | 2001年2月09日 | 彼が妹を抱いた朝    | 松原浩   | 15.7%  |
| 第6話                                                      | 2001年2月16日 | 雨のバレンタイン    | 土井裕泰 | 17.8%  |
| 第7話                                                      | 2001年2月23日 | 嘘とジェラシー      | 土井裕泰 | 17.0%  |
| 第8話                                                      | 2001年3月02日 | 壊れていく二人      | 松原浩   | 17.2%  |
| 第9話                                                      | 2001年3月09日 | 助けてください妹を  | 松原浩   | 16.8%  |
| 最終話                                                     | 2001年3月16日 | 雪の国のSOS         | 土井裕泰 | 17.8%  |
| 平均視聴率 17.3%（視聴率は関東地区・ビデオリサーチ社調べ） |               |                     |          |        |

## 韓国ドラマ
2014年11月12日から12月18日まで毎週水曜、木曜日23:00 にKBS Nで放送された韓国のリメイクテレビドラマ。

### キャスト

#### 主要人物
キム・ジフン：アン・ヨンジュン
ジョン・ユイ：キム・ボラ
キム・ダヨウン：ノ・ヘンハ
ユ・ジェイン：グァンス
マ・ユニ：アン・ヘギョン
キム・ジウォン：ソヌ・ジェドク
イ・サンミ：イ・カンフイ
パク・チョンジュン：キム・キュジョン

#### その他の学校の人々
チェ・フイジョン：イム・ユンジョン
イ・ヨンリム：キム・ヘウォン
キム・ギュヒョン：バク・テヨン
キム・ミンジェ：バク・ジャンシク
バク・チャンフィ：キム・ハンス
バク・チョルヒョン：バクグァンジェ
イ・ミョンスク：カン・インア
キム・ソジン：ホン・セヨン